# Station Szybowice
Station Szybowice is een spoorwegstation in de Poolse plaats Szybowice.